# Всеобщие выборы на Маврикии (2014)
Всеобщие выборы на Маврикии прошли 10 декабря 2014 года. По их результатам победил Альянс «Lepep» под руководством лидера Боевого социалистического движения Анируда Джагнота, получив 47 мест из 70 в Национальной ассамблеи Маврикия, в то время как альянс Маврикийского боевого движения (МБД) и Лейбористская партия Маврикия Навинчандры Рамгулама получил только 13 мест.
Премьер-министр Маврикия Навинчандра Рамгулам потерял собственное парламентское место и признал своё поражение, вследствие которого бывший президент 84-летний Анируд Джагнот стал следующим премьер-министром благодаря своей убедительной победе.

## Контекст

### Политика
После победы Альянса Будущего на всеобщих выборах 2010 года, Навинчандра Рамгулам остался на посту премьер-министра Маврикия. Тем не менее, Боевое социалистическое движение и Маврикийская партия социальной демократии вышли из коалиции и Лейбористская партия Маврикия осталась у власти в одиночестве с тонким парламентским большинством. В сентябре 2014 года, лидеры Лейбористской партии и Маврикийского боевого движения Навинчандра Рамгулам и Поль Раймон Беранже подписали соглашение о альянсе для следующих всеобщих выборов. В план этого соглашения было включено внесение изменений в конституцию по расширению церемониальных полномочий президента. Вскоре после этого, Боевое социалистическое движение, Маврикийская партия социальной демократии и Движение свободы (новая партия, сформированная после разрыва МБД с лейбористами) сформировали собственную оппозиционную коалицию под названием «Альянс народа».
6 октября 2014 года, по рекомендации премьер-министра Рамгулама, президент Раджкесвур Пурриаг распустил Национальную ассамблею. 7 ноября Пурриаг назначил новые выборы на 10 декабря.

### Экономика
Маврикий является одной из самых богатых стран Африки с ВВП на душу населения чуть более 9 тысяч долларов США (7200 евро). Экономика Маврикия с бюджетом в 12 миллиардов долларов США преимущественно состоит из сахарной и текстильной промышленности, сферы туризма и финансовых услуг. В ходе постепенного восстановления экономики после мирового финансового кризиса, поразившего основный рынок экспорта и источник туристов и притока иностранного капитала — Европу, рост ВВП Маврикия по прогнозам в 2014 году составит 3,5 %, по сравнению с 3,2 % прошлого года.

### Избирательная система
Национальная ассамблея Маврикия включает в себя 70 депутатов, 62 из которых избираются всеобщим прямым голосованием в 20 округах (по трое, исключение: двуместный округ Родригес). Выборы проводятся с использованием блоковой избирательной системы, при которой избиратели имеют столько голосов, сколько есть свободных мест. В дополнение к избираемым депутатам Избирательная надзорная комиссия имеет право назначать ещё восемь членов. Дополнительные депутаты выбираются из числа прошедших кандидатов, получивших наибольшее число голосов, и назначаются с целью сбалансирования парламентского представительство от различных этнических групп.

## Голосование
Избирательные участки открылись в 7 часов утра, а закрылись в 6 часов вечера. Для участия в голосовании было зарегистрировано 936 975 человек из общего количества населения в 1,3 миллиона. Явка составила 74,11 %. В избирательных списках числились 726 кандидатов.

## Результат
Окончательные результаты голосования были объявлены на следующий день после выборов. Альянс народа получил 47 из 62 выборных мест, в то время как ЛПМ—МБД — 13, а оставшиеся два выборных места отправились Организации народа Родригеса, в соответствии с официальными результатами. В соответствии с практикой, называемой «системой лучших проигравших», Избирательная комиссия назначила 7 дополнительных мест для неизбранных кандидатов. Альянс народа получила дополнительные 4 места, в то время как Альянс ЛПМ—МБД — 3 места
| Партия                                                | Голоса    | %     | Места     | Места          | Места |
| Партия                                                | Голоса    | %     | Избранные | Распределённые | Всего |
| ----------------------------------------------------- | --------- | ----- | --------- | -------------- | ----- |
| Альянс народа (БСД–МПСД–ДС)                           | 1,016,551 | 49.83 | 47        | 4              | 51    |
| Альянс ЛПМ/МБД                                        | 785,645   | 38.51 | 13        | 3              | 16    |
| Маврикийский фронт солидарности                       | 41,815    | 2.05  | 0         | 0              | 0     |
| Rezistans ek Alternativ                               | 23,117    | 1.13  | 0         | 0              | 0     |
| Организация народа Родригеса                          | 21,874    | 1.07  | 2         | 0              | 2     |
| Mauritian Social Democratic Movement                  | 19,338    | 0.95  | 0         | 0              | 0     |
| Борьба                                                | 11,550    | 0.57  | 0         | 0              | 0     |
| Движение Родригеса                                    | 11,113    | 0.54  | 0         | 0              | 0     |
| Agreement for Parliamentary Democracy                 | 10,548    | 0.52  | 0         | 0              | 0     |
| Братство зелёных                                      | 10,191    | 0.50  | 0         | 0              | 0     |
| Réveille des Jeunes                                   | 9,775     | 0.48  | 0         | 0              | 0     |
| Social Justice Party                                  | 8,395     | 0.41  | 0         | 0              | 0     |
| Free Citizens' Forum                                  | 8,210     | 0.40  | 0         | 0              | 0     |
| Rodrigues Militant Movement–Rodrigues Patriotic Front | 5,787     | 0.28  | 0         | 0              | 0     |
| Malin Party                                           | 5,071     | 0.25  | 0         | 0              | 0     |
| Authentic Mauritian Movement                          | 4,071     | 0.20  | 0         | 0              | 0     |
| The Liberals                                          | 3,256     | 0.16  | 0         | 0              | 0     |
| Ensam                                                 | 2,363     | 0.12  | 0         | 0              | 0     |
| Muvman Travayis Militant                              | 2,216     | 0.11  | 0         | 0              | 0     |

| Parties with less than 0.1% of the vote | 12,570 | 0.62 | 0 | 0 | 0 |
| Movement Enn Sel Direction              | 1,853  | 0.09 | 0 | 0 | 0 |
| Liberal Action Party                    | 1,570  | 0.08 | 0 | 0 | 0 |
| Union Patriots Ilois Mauriciens         | 1,293  | 0.06 | 0 | 0 | 0 |
| Mauritian Workers' Movement             | 1,027  | 0.05 | 0 | 0 | 0 |
| Socialist Front                         | 1,005  | 0.05 | 0 | 0 | 0 |
| Mauritian People's Party                | 585    | 0.03 | 0 | 0 | 0 |
| Militant Lepep Movement                 | 563    | 0.03 | 0 | 0 | 0 |
| Parti Tireurs de Sable                  | 542    | 0.03 | 0 | 0 | 0 |
| Link to Build                           | 448    | 0.02 | 0 | 0 | 0 |
| Independent Forward Bloc                | 423    | 0.02 | 0 | 0 | 0 |
| Ti Zwazo                                | 398    | 0.02 | 0 | 0 | 0 |
| Rodrigues Independence Movement         | 388    | 0.02 | 0 | 0 | 0 |
| Mauritian Socialist Rally               | 351    | 0.02 | 0 | 0 | 0 |
| Poor People Party                       | 349    | 0.02 | 0 | 0 | 0 |
| Mauritian Democratic Party              | 320    | 0.02 | 0 | 0 | 0 |
| Mauritian Patriotic Front               | 314    | 0.02 | 0 | 0 | 0 |
| National Liberation Front               | 271    | 0.01 | 0 | 0 | 0 |
| Movement for People's Liberation        | 171    | 0.01 | 0 | 0 | 0 |
| Regional Assembly Man-Animal-Nature     | 156    | 0.01 | 0 | 0 | 0 |
| Mauritius New Generation Forces         | 145    | 0.01 | 0 | 0 | 0 |
| National Socialist Movement             | 121    | 0.01 | 0 | 0 | 0 |
| Mauritian National Congress             | 115    | 0.01 | 0 | 0 | 0 |
| Four Cats Political Party               | 66     | 0.00 | 0 | 0 | 0 |
| Маврикийский комитет действий           | 63     | 0.00 | 0 | 0 | 0 |
| Маврикийская партия прав                | 33     | 0.00 | 0 | 0 | 0 |

| Независимые                               | 26,516    | 1.30 | 0  | 0 | 0  |
| Всего                                     | 2,039,972 | 100  | 62 | 7 | 69 |
| Источник: Избирательная комиссия Маврикия |           |      |    |   |    |

## Последствия
Вскоре после объявления результатов, лидер Альянса народа Анируд Джагнот на пресс-конференции заявил о тоом, что направит страну на путь к экономическому чуду по избранной народом программе В свои 84 лет он станет премьер-министром в третий раз в истории Маврикия с шестью мандатами (1982, 1983, 1987, 1991, 2000 и 2014), после занимания этого поста с 1982 по 1995 и 2000 по 2003 год. В эфире государственной телекомпании Навинчандра Рамгулам признал своё поражение и пожелал удачи победившей стороне. Президент Сейшельских островов Джеймс Мишель поздравил Джагнота с победой, отметив наличие общей судьбы и стратегического партнёрства двух стран, равно как и премьер-министр Индии Нарендра Моди.